# Wanted (film, 1967)
Pour plus de détails, voir Fiche technique et Distribution.
Wanted est un film italien réalisé per Giorgio Ferroni et sorti en 1967.

## Synopsis
Un shérif est accusé à tort de meurtre.

## Fiche technique
Sauf indication contraire, les informations mentionnées dans cette section peuvent être confirmées par la base de données cinématographiques IMDb,  présente dans la section « Liens externes ».
- Titre original : Wanted
- Titre français : Wanted ou Le Recherché ou Un shérif à abattre[1]
- Réalisation : Giorgio Ferroni
- Scénario : Augusto Finocchi
- Musique : Gianni Ferrio
- Producteur : Gianni Hecht Lucari
- Pays d'origine :  Italie
- Langue de tournage : italien
- Format : Couleur Eastmancolor - 2,35:1 - Son mono - 35 mm
- Genre : western
- Durée : 107 minutes
- Date de sortie : 
  - Italie : 22 mars 1967
  - France : 31 mars 1968

## Distribution
- Giuliano Gemma (VF : Jacques Thébault) : Gary Ryan
- Germán Cobos (VF : William Sabatier) : Martin Heywood (Marty Howard en VF)
- Teresa Gimpera (VF : Marianne Lecène) : Evelyn Baker
- Serge Marquand (VF : Lui-même) : Frank Lloyd
- Daniele Vargas (VF : Serge Nadaud) : le maire Samuel Gold
- Gia Sandri (VF : Jacqueline Carrel) : Cheryl
- Tullio Altamura (VF : Georges Hubert) : Ellis, le banquier
- Nello Pazzafini (VF : Jacques Eyser) : le père Carmelo
- Riccardo Pizzuti (VF : Jean-Pierre Duclos) : Mathias Logan
- Furio Meniconi (VF : Louis Arbessier) : Jeremiah Prescott
- Carlo Hintermann (VF : Jacques Beauchey) : le juge Anderson
- Umberto Raho (VF : Claude Joseph) : Concho Diaz